# 王晓良
王晓良（1955年—），男，北京人，中国药学家，曾任中国医学科学院药物研究所所长，中国药学会副理事长，国务院学位委员会学科评议组成员。